# Habrocestum albimanum
Habrocestum albimanum är en spindelart som beskrevs av Simon 1901. Habrocestum albimanum ingår i släktet Habrocestum och familjen hoppspindlar. Inga underarter finns listade i Catalogue of Life.